# زنگ‌آوای توسی
زنگ‌آوای توسی (نام علمی: Laniarius funebris) گونه‌ای از پرندگان خانواده سنگ‌چشمان بیشه است که در اتیوپی، کنیا، رواندا، سومالی، سودان جنوبی، تانزانیا و اوگاندا یافت می‌شود. زیستگاه طبیعی آن جنگل‌های خشک نیمه‌گرمسیری یا گرمسیری، ساوانای خشک، بوته‌زارهای خشک نیمه‌گرمسیری یا گرمسیری و بوته‌زارهای نمناک نیمه‌گرمسیری یا گرمسیری است.